# Sebastián Coris
Sebastián Coris Cardeñosa (ur. 31 maja 1993 w Tossa de Mar) – hiszpański piłkarz występujący na pozycji obrońcy w Gironie FC.